# Johannes Olav Fallize
Johannes Olav Fallize, född 9 november 1844 i Luxemburg, död 23 oktober 1933, var en norsk katolsk missionsbiskop.
Fallize var 1872-1887 präst, politiker och journalist i sitt hemland, innan han 1887-1923 blev ledare för Katolska kyrkan i Norge, där han grundade nio nya församlingar, en kvinnlig Frans Xaver-kongregation och veckotidningen Sankt Olav (1889).